# Stazione di Schottikon
La stazione di Schottikon (in tedesco Bahnhof Schottikon) è una stazione ferroviaria nella frazione omonima del comune svizzero di Elsau sulla linea San Gallo-Winterthur.

## Storia
La stazione fu attivata il 14 ottobre 1855, in occasione dell'apertura della tratta Wil-Winterthur della ferrovia San Gallo-Winterthur.

## Strutture e impianti
La stazione dispone di due binari dotati di marciapiede per il servizio passeggeri. È dotata di un piccolo fabbricato viaggiatori.

## Movimento
La stazione è servita da treni a cadenza semioraria sulla relazione Winterthur - Wil SG, con alcuni treni prolungati fino a Brugg AG (linee S12 e S35 della rete celere di Zurigo).

## Servizi
Nella stazione sono presenti:
- Biglietteria automatica[2]

È presente un parcheggio per biciclette.

## Interscambi
- Fermata autobus